# آرتور لمبا
آرتور لمبا (استونیایی: Artur Lemba; ۲۴ نوامبر ۱۸۸۵ – ۲۱ نوامبر ۱۹۶۳) آهنگ‌ساز و نوازنده پیانو اهل استونی بود.
وی اولین نوازنده پیانو حرفه‌ای اهل استونی بوده و در کنسرواتوار سن پترزبورگ تحصیل کرده است.